# Spritzkarspitze
Spritzkarspitze är en bergstopp i Österrike.   Den ligger i distriktet Schwaz och förbundslandet Tyrolen, i den västra delen av landet, 400 km väster om huvudstaden Wien. Toppen på Spritzkarspitze är 2 606 meter över havet, eller 299 meter över den omgivande terrängen. Bredden vid basen är 2,1 km.
Terrängen runt Spritzkarspitze är huvudsakligen bergig. Runt Spritzkarspitze är det ganska glesbefolkat, med 42 invånare per kvadratkilometer.. Närmaste större samhälle är Innsbruck, 17,7 km sydväst om Spritzkarspitze. 
Trakten runt Spritzkarspitze består i huvudsak av gräsmarker.